# Dominik Terstriep
Dominik Terstriep, född 5 augusti 1971 i Heek, är en tysk-svensk jesuit och romersk-katolsk präst, verksam i Sverige.   
Han föddes som den tredje av fyra syskon i Heek, Westfalen. År 2009 kom han till Sverige och sedan 2013 är han kyrkoherde i Sankta Eugenia församling i Stockholm. Terstriep är också lärare i systematisk teologi vid Newmaninstitutet och medverkar i tidskriften Signum och tidningen Dagen.